# باغ مینو
محوطه و باغ مینو مربوط به دوره پهلوی است و در شیراز، ضلع غربی خیابان خیام واقع شده و این اثر در تاریخ ۱۱ شهریور ۱۳۸۲ با شمارهٔ ثبت ۹۷۸۲ به‌عنوان یکی از آثار ملی ایران به ثبت رسیده است.